# Joe Brincat
Joseph „Joe“ Brincat (* 5. März 1970 in Ħamrun) ist ein ehemaliger maltesischer Fußballspieler. Als Mittelfeldspieler bestritt er 103 Länderspiele für die maltesische Nationalmannschaft.

## Karriere
Brincat spielte für Ħamrun Spartans, den FC Floriana, den FC Birkirkara und die Sliema Wanderers. Mit diesen Vereinen gewann er insgesamt dreizehn nationale Titel: sieben Mal die Meisterschaft und sechs Mal den Pokal.
Von 1988 bis 2004 spielte er in der maltesischen Nationalmannschaft und bestritt dabei 103 Partien, in denen er sechs Tore schoss. Er ist der dritte Malteser, der die Marke von 100 Länderspiele erreichte. Nur David Carabott und Carmel Busuttil kamen bisher auf mehr Einsätze.

### Erfolge
- Maltesischer Meister 1987, 1988, 1991 (mit Hamrun), 1998 (Birkirkara), 2003, 2004, 2005 (Sliema)
- Maltesischer Pokalsieger 1987, 1988, 1989, 1992 (mit Hamrun), 2002 (Birkirkara), 2004 (Sliema)